# Línea 62 (S-Trein Charleroi)
La línea 62 de S-Trein Charleroi es una línea que une la estación de Charleroi-Sud con la de La Louvière-Sud, ambas en la provincia de Hainaut.
Es la única línea circular de la red y, además, es la que más servicios distintos tiene.

## Historia
Tras la implementación de la red S-Trein Bruselas, SNCB comenzó a trabajar en la extensión del sistema a otras ciudades belgas, entre las cuales se encuentra Charleroi. Por ello, el 3 de septiembre de 2018, se inauguró la red, con 4 líneas iniciales. Entre ellas, se encuentra la línea .

## Correspondencias
- en Charleroi-Sud
- en Charleroi-Sud
- en Charleroi-Sud
- en Charleroi-Sud
- en Charleroi-Sud
- en Charleroi-Sud
- en Charleroi-Sud

## Estaciones
|  |   |   |   |  | Estación           | Municipio               | Correspondencia                                                           |  |
|  | - | - | - |  | ------------------ | ----------------------- | ------------------------------------------------------------------------- |  |
|  |   | ■ |   |  | Charleroi-Sud      | Charleroi               | 1 3 13 14 18 19 20 21 25 35 43 52 68 70 71 83 85 86 109 138 170 173 451 A |  |
|  |   | ■ |   |  | Marchienne-au-Pont | Charleroi               | 43 71 75 77 83                                                            |  |
|  | ■ |   | ■ |  | Forchies           | Fontaine-l'Évêque       | 173                                                                       |  |
|  |   |   | ■ |  | Piéton             | Chapelle-lez-Herlaimont | 91 173                                                                    |  |
|  |   |   | ■ |  | Carnières          | Morlanwelz              | 132 133                                                                   |  |
|  |   |   | ■ |  | Morlanwelz         | Morlanwelz              | 82                                                                        |  |
|  |   |   | ■ |  | La Louvière-Sud    | La Louvière             | 26 30 36 37 40 132 133 167                                                |  |
|  |   |   | ■ |  | La Louvière-Centre | La Louvière             | 167                                                                       |  |
|  |   |   | ■ |  | Manage             | Manage                  | 73 568                                                                    |  |
|  |   |   | ■ |  | Godarville         | Chapelle-lez-Herlaimont | 167                                                                       |  |
|  |   |   | ■ |  | Gouy-lez-Piéton    | Courcelles              |                                                                           |  |
|  |   |   | ■ |  | Pont-à-Celles      | Pont-à-Celles           |                                                                           |  |
|  |   |   | ■ |  | Luttre             | Pont-à-Celles           | 50 51 65 167                                                              |  |
|  |   |   | ■ |  | Courcelles-Motte   | Courcelles              | 41 63                                                                     |  |
|  |   | ■ |   |  | Roux               | Charleroi               | 41                                                                        |  |

## Explotación de la línea

### Frecuencias
| Estaciones | Lunes a viernes | Sábados, domingos y festivos |
| Estaciones | 5h - 15h        | Sábados, domingos y festivos |
| ---------- | --------------- | ---------------------------- |
| Charleroi  | 60 min          | 120 min                      |
| Piéton     | 60 min          | 120 min                      |
| 60 min     | 120 min         |                              |
| 60 min     | 120 min         | La Louvière-Sud              |
| 30 min     | 120 min         |                              |
| 30 min     | 120 min         | Godarville                   |
| 30 min     | 120 min         |                              |
| 30 min     | 120 min         | Luttre                       |

### Horarios
| Estaciones      | Tiempo | Tiempo     | Tiempo |
| --------------- | ------ | ---------- | ------ |
| Charleroi       | 0:15   | 0:26       | 1:09   |
| Piéton          | 0:15   | 0:26       | 1:09   |
| 0:11            |        | 0:26       | 1:09   |
| La Louvière-Sud |        | 0:26       | 1:09   |
| 0:32            | 0:43   |            | 1:09   |
| 0:32            | 0:43   | Godarville | 1:09   |
| 0:11            | 0:43   |            | 1:09   |
| Luttre          | 0:43   |            | 1:09   |

## Futuro
Por el momento no se prevén modificaciones en el servicio a futuro.